# Acanthostachys
Acanthostachys Link, Klotzsch & Otto è un genere di piante della famiglia delle Bromeliacee.

## Tassonomia
Sono conosciute due specie:
- Acanthostachys pitcairnioides (Mez) Rauh & Barthlott (Brasile)
- Acanthostachys strobilacea (Schult. & Schult.f.) Klotzsch (Brasile, Paraguay, Argentina)